# Пуш-пульний механізм
Пуш-пульний механізм (рос. пуш-пульный механизм, англ. push-pull mechanism) — механізм реакцій нуклеофільного заміщення, що передбачає сумісну дію двох реагентiв на субстрат, один з яких відтягає відхідну групу, а другий виштовхує її за рахунок взаємодії з реакційним центром.
MeHO…C(R3)…Cl…H–O–Ph → MeO–C(R3) + HCl + HOPh